# Liste der Biografien/Vic
Liste der Biografien |
Portal Biografien |
Personensuche
# |
A |
B |
C |
D |
E |
F |
G |
H |
I |
J |
K |
L |
M |
N |
O |
P |
Q |
R |
S |
T |
U |
V |
W |
X |
Y |
Z |
?
 
Va |
Vd |
Ve |
Vh |
Vi |
Vj |
Vl |
Vn |
Vo |
Vr |
Vs |
Vt |
Vu |
Vy
 
Via |
Vib |
Vic |
Vid |
Vie |
Vif |
Vig |
Vih |
Vii |
Vij |
Vik |
Vil |
Vim |
Vin |
Vio |
Vip |
Viq |
Vir |
Vis |
Vit |
Viu |
Viv |
Vix |
Viy |
Viz
Die Liste der Biografien führt alle Personen auf, die in der deutschsprachigen Wikipedia einen Artikel haben. Dieses ist eine Teilliste mit 259 Einträgen von Personen, deren Namen mit den Buchstaben „Vic“ beginnt.

## Vic
- Vic Clark, britischer Radrennfahrer

### Vica
- Vicaire, Gabriel (1848–1900), französischer Jurist und Schriftsteller
- Vićan, Frano (* 1976), kroatischer Wasserballspieler
- Vičan, Michal (1925–1986), tschechoslowakischer Fußballspieler und -trainer
- Vicar (1934–2012), chilenischer Comiczeichner bei Disney
- Vičar, Jan (* 1949), tschechischer Komponist, Musikwissenschaftler und -pädagoge
- Vicari, Andrea (* 1965), britisch-amerikanische Jazzpianistin, Komponistin und Hochschullehrerin
- Vicari, Francesco (* 1937), Schweizer Offizier und Militärhistoriker
- Vicari, Frank (1931–2006), US-amerikanischer Jazzmusiker (Holzbläser)
- Vicari, Hermann von (1773–1868), Erzbischof von Freiburg im Breisgau
- Vicari, Johann Jakob von (1740–1805), österreichischer Beamter und Kreishauptmann von Vorarlberg
- Vicari, Lisa (* 1997), deutsche Schauspielerin
- Vicari, Luciano (* 1932), italienischer klassischer Geiger
- Vicari, Maximilian (1880–1955), deutscher Baumeister
- Vicari, Natale (1809–1895), Schweizer Rechtsanwalt, Politiker, Tessiner Grossrat, Ständerat, Staatsrat und Richter am Militärkassationsgericht
- Vicarino, César (1833–1910), Schweizer Eisenbahningenieur, Unternehmer und Politiker
- Vicario, Giovanni Bruno (1932–2020), italienischer Psychologe und Autor
- Vicario, Guglielmo (* 1996), italienischer Fußballtorhüter
- Vicario, Jaron (* 1999), curaçaoisch-niederländischer Fußballspieler
- Vicario, Leona (1789–1842), mexikanische Nationalheldin
- Vicario, Margherita (* 1988), italienische Schauspielerin, Popsängerin und Filmemacherin
- Vicario, Mattia (1849–1906), italienischer römisch-katholischer Geistlicher und Bischof von Novara
- Vicarius, Johann Jakob Franz (1664–1716), deutscher Arzt, Toxikologe und Hochschullehrer
- Vicary, James (1915–1977), US-amerikanischer Marktforscher
- Vicas, Victor (1918–1985), russisch-französischer Regisseur, Drehbuchautor, Produzent, Kameramann und Darsteller
- Vicat, Cathérine (1712–1772), schweizerische Imkerin und Naturforscherin
- Vicat, Louis-Joseph (1786–1861), französischer Erfinder
- Vicat-Blanc, Pascale (* 1961), französische Ingenieurin
- Vicaut, Jimmy (* 1992), französischer Sprinter

### Vicc
- Vicca (* 1974), russisches Fotomodell und PornodarstellerinVicca (* 1974)

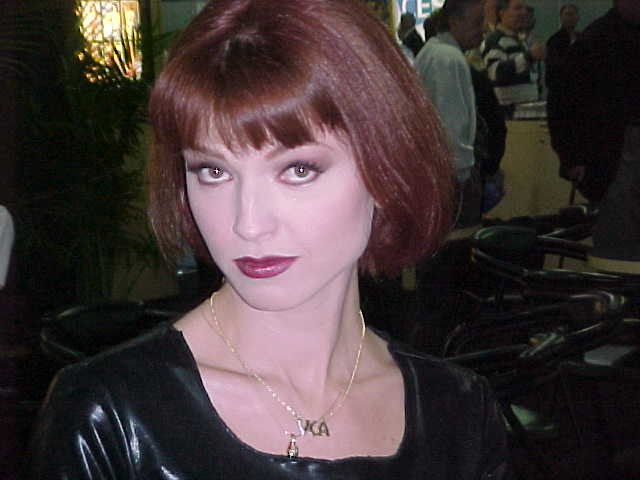
Vicca (* 1974)

- Viccario, José (* 1947), argentinischer Boxer
- Viccellio, Henry Jr. (* 1940), US-amerikanischer Offizier, General der US Air Force
- Viccentia, antike römische Goldbortenwirkerin
- Viccus, Friedrich (1629–1697), deutscher evangelischer Theologe

### Vice
- Vice (* 1978), US-amerikanischer DJ und Musikproduzent
- Vice, Sonny (* 1988), Schweizer Techno-DJ und -Produzent
- Viceconte, Maura (1967–2019), italienische Marathonläuferin
- Vicedom, Georg Friedrich (1903–1974), deutscher Theologe und Hochschullehrer
- Vicelich, Ivan (* 1976), neuseeländischer Fußballspieler
- Vícen, Jarolím (* 1989), slowakischer Badmintonspieler
- Vicençote, Pedro Luís (* 1957), brasilianischer Fußballspieler
- Vicens Mas, Rosa (* 2000), spanische Tennisspielerin
- Vicens, Antònia (* 1941), mallorquinische Schriftstellerin
- Vicéns, Gabriel (* 1988), puerto-ricanischer Jazzmusiker (Gitarre, Komposition)
- Vicens, Hèctor Hernández (* 1975), spanischer Filmregisseur und Drehbuchautor
- Vicent, Francesc, valencianischer Autor
- Vicent, Josefa (* 1950), uruguayische Leichtathletin
- Vicent, Manuel (* 1936), spanischer Journalist und Dichter
- Vicent, Tania (* 1976), kanadische Shorttrackerin
- Vicente Chandler, José (1922–2022), puerto-ricanischer Leichtathlet
- Vicente de Santo António (1590–1632), portugiesischer Missionar, Märtyrer und Seliger
- Vicente Ortuño, José (1935–1998), spanischer Autor
- Vicente Romero, Geovanny (* 1986), dominikanischer politischer Stratege, Anwalt und Hochschullehrer
- Vicente, Adrián de (1964–2011), argentinischer Fußballspieler
- Vicente, Arlindo (1906–1977), portugiesischer Anwalt und Maler
- Vicente, Carlos (* 1971), spanischer Skilangläufer
- Vicente, Diego (* 1998), uruguayischer Fußballspieler
- Vicente, Fernando (* 1977), spanischer Tennisspieler
- Vicente, Gil († 1536), portugiesischer Dramatiker
- Vicente, Gonzalo (* 1979), uruguayischer Fußballspieler
- Vicente, Jacinto Viegas (* 1964), osttimoresischer Politiker
- Vicente, José Ignacio (* 1991), spanischer Eishockeyspieler
- Vicente, Lohaynny (* 1996), brasilianische Badmintonspielerin
- Vicente, Luana (* 1994), brasilianische Badmintonspielerin
- Vicente, Luís, portugiesischer Jazzmusiker (Trompete)
- Vicente, Manuel Domingos (* 1956), angolanischer Manager und Politiker
- Vicente, María (* 2001), spanische Dreispringerin und Siebenkämpferin
- Vicente, Mark (* 1965), südafrikanischer Kameramann
- Vicente, Paula López (* 1997), deutsche Politikerin der TierschutzparteiPaula López Vicente (* 1997)

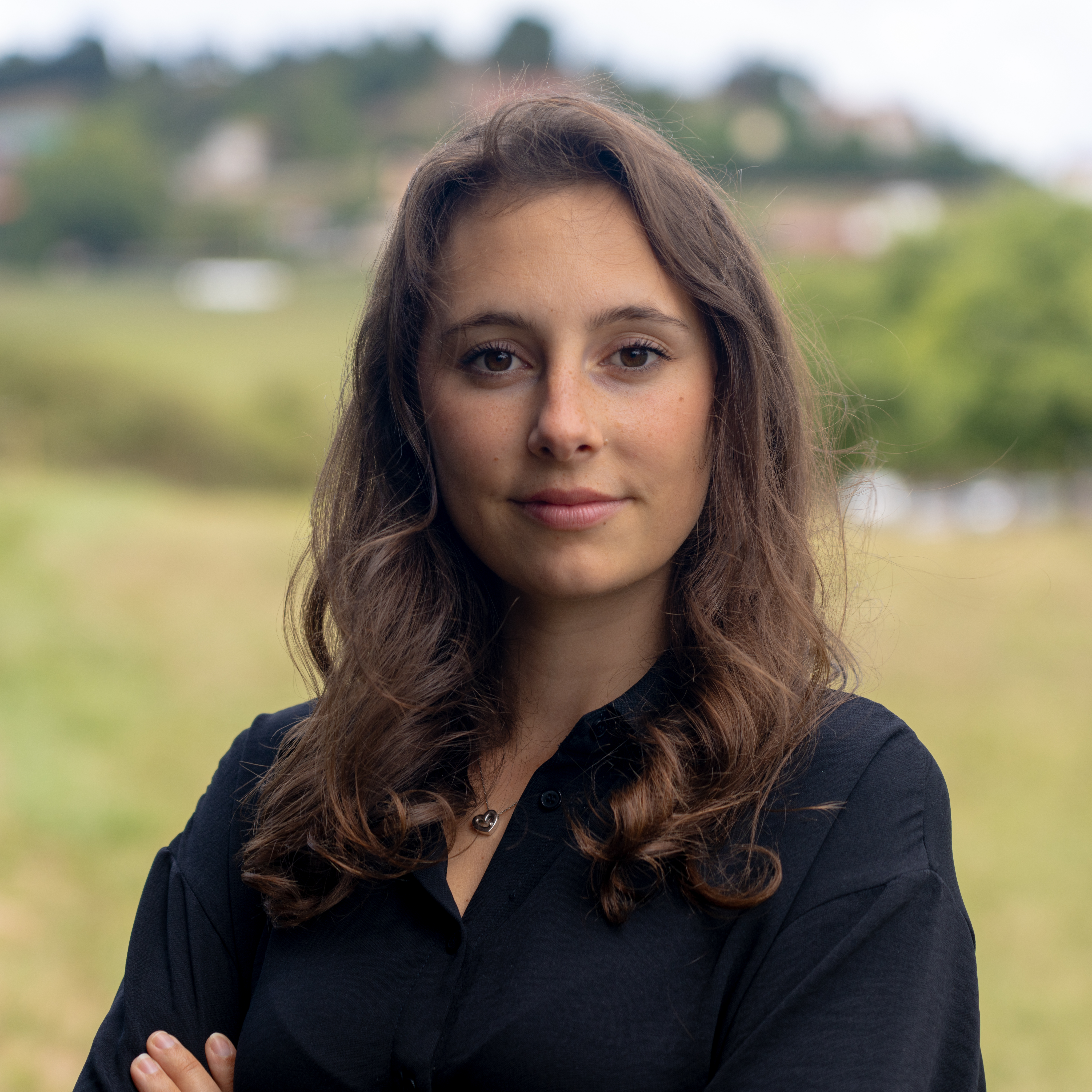
Paula López Vicente (* 1997)

- Vicente, Teresa (* 1962), spanische Rechtsphilosophin und Umweltaktivistin
- Vicentín, Francisco (1895–1984), argentinischer römisch-katholischer Geistlicher
- Vicentin, Luciano (* 2000), argentinischer Volleyballspieler
- Vicentini, Flaviano (1942–2002), italienischer Radrennfahrer, Weltmeister im Radsport
- Vicentini, Giuseppe (1860–1944), italienischer Physiker und Seismologe
- Vicentini, Ippolito (1638–1702), Bischof von Rieti
- Vicentini, Roberto (1878–1953), italienischer Geistlicher, römisch-katholischer Erzbischof und Diplomat des Heiligen Stuhls
- Vicentino, Andrea († 1618), italienischer Maler
- Vicentino, Nicola (* 1511), italienischer Komponist und Musiktheoretiker
- Vicento, Charlton (* 1992), niederländischer Fußballspieler
- Vicenz, Ernst (* 1865), deutscher Architekt und Philatelist
- Vicenzino, Cettina (* 1968), italienische Konzeptkünstlerin und Kochbuchautorin
- Vičević, Mirko (* 1968), jugoslawischer Wasserballspieler

### Vich
- Vích, Damián (* 1998), tschechischer Langstrecken- und Hindernisläufer
- Vích, Václav (1898–1966), tschechoslowakischer Kameramann
- Vichai Rachanon (* 1968), thailändischer Boxer
- Vichenet, Charles de Romrée de (1884–1957), belgischer Diplomat
- Vichery, Louis Joseph de (1767–1841), französischer Offizier
- Vichit Suksompong (* 1946), thailändischer Bogenschütze
- Vichot, Arthur (* 1988), französischer Radrennfahrer
- Vichot, Frédéric (* 1959), französischer Radrennfahrer
- Vichy Chamrond, Marie de (1697–1780), französische Salonière

### Vici
- Vici, Ludo (* 1967), deutscher Schauspieler, Musiker, Autor und Theaterregisseur
- Viciani, Corrado (1929–2014), italienischer Fußballspieler und -trainer
- Vicini Burgos, Juan Bautista (1871–1935), Präsident der Dominikanischen Republik und Schriftsteller
- Vicini, Azeglio (1933–2018), italienischer Fußballspieler und -trainer
- Vicini, Domenico (* 1971), san-marinesischer Tennisspieler
- Vicini, Mario (1913–1995), italienischer Radrennfahrer
- Vicino, Bruno (* 1952), italienischer Radrennfahrer und Sportlicher Leiter
- Vicino, Giuseppe (* 1993), italienischer Ruderer
- Vicinus, Martha (* 1939), US-amerikanische Historikerin, Autorin und Frauenrechtlerin
- Viciosa, Isaac (* 1969), spanischer Leichtathlet
- Vicioso, Ángel (* 1977), spanischer Radrennfahrer
- Vicioso, Chiqui (* 1948), dominikanische Schriftstellerin
- Vicioso, Luchy († 2019), dominikanische Sängerin
- Vicious, Sid (1957–1979), britischer Punkrock-MusikerSid Vicious (1957–1979)

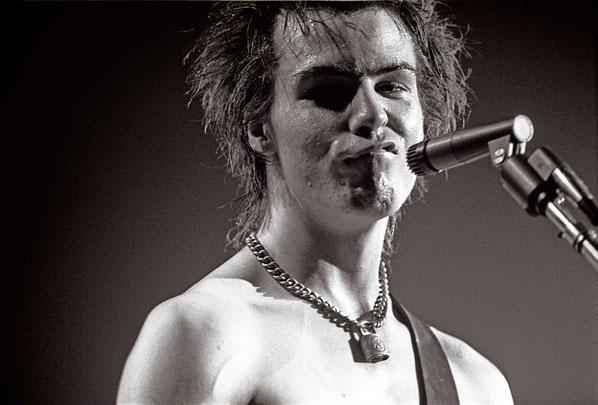
Sid Vicious (1957–1979)

- Vicirius Proculus, Aulus, Konsul 93
- Vičius, Gediminas (* 1985), litauischer Fußballspieler

### Vick
- Vick, Arthur (1911–1998), britischer Physiker und Universitäts- und Forschungsadministrator
- Vick, Christian Georg (1668–1739), deutscher Kunstmeister, Amts- und Landbauschreiber, Autor sowie Amts- und Landbaumeister
- Vick, Graham (1953–2021), britischer Opernregisseur und -intendant
- Vick, Harold (1936–1987), US-amerikanischer Musiker (Tenorsaxophon, Sopransaxophon, Flöte) des Hardbop und Soul Jazz
- Vick, Michael (* 1980), US-amerikanischer American-Football-SpielerMichael Vick (* 1980)

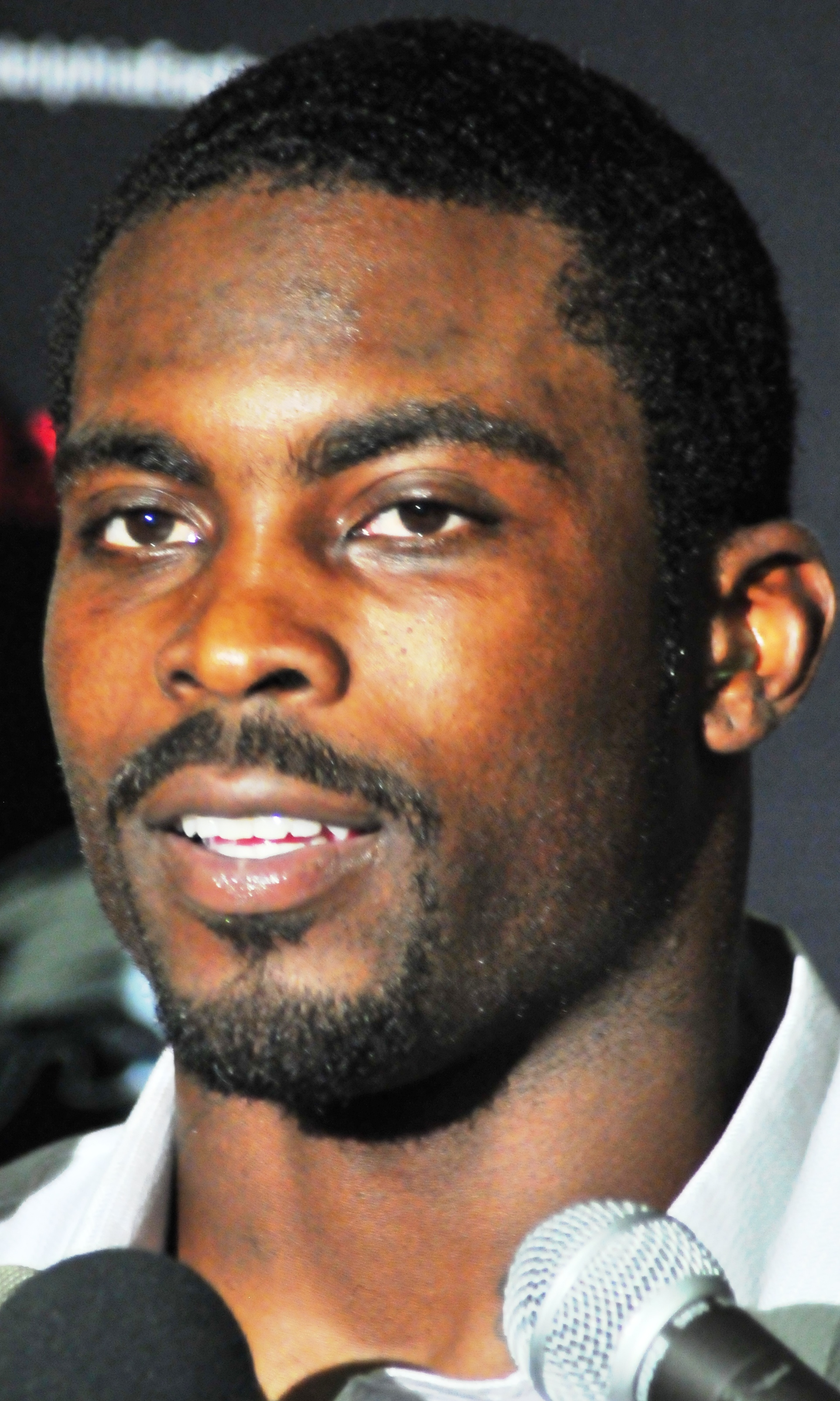
Michael Vick (* 1980)

- Vick, Sudfeld († 1718), Baumeister
- Vick, Werner (1920–2000), deutscher Handballspieler und Handballtrainer
- Vicken, Nicolaus von (* 1571), Alchemist, Astronom und Briefpartner Johannes Keplers
- Vickerage, Lesley (* 1961), britische Schauspielerin
- Vickerman, Keith (1933–2016), britischer Zoologe und Hochschullehrer
- Vickermann, Beda (1934–2015), deutscher Ordensgeistlicher und Missionar
- Vickers, Alfred Gomersal (1810–1837), englischer Zeichner, Architekturmaler und Maler von Seebildern
- Vickers, Brian (* 1937), britischer Anglist, Literaturwissenschaftler und Hochschullehrer
- Vickers, Brian (* 1983), US-amerikanischer Autorennfahrer
- Vickers, Catherine (* 1952), kanadische Pianistin und Hochschullehrerin
- Vickers, Charlie (* 1992), australischer SchauspielerCharlie Vickers (* 1992)

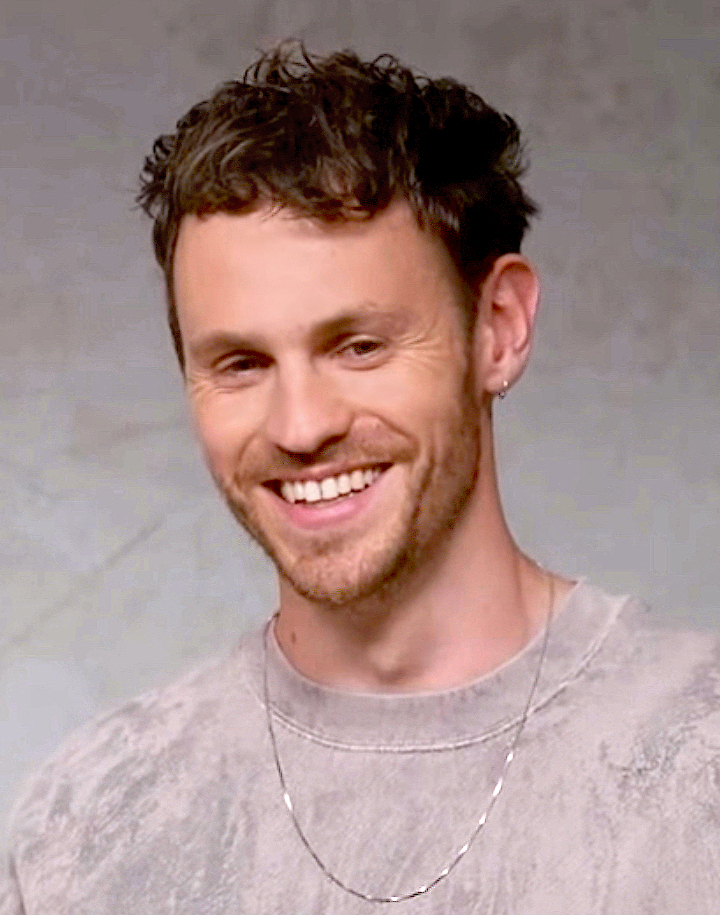
Charlie Vickers (* 1992)

- Vickers, Diana (* 1991), britische Popsängerin und Schauspielerin
- Vickers, George (1801–1879), US-amerikanischer Politiker (Demokratische Partei)
- Vickers, Harry (1898–1977), amerikanischer Ingenieur und Industrieller
- Vickers, Hugo (* 1951), englischer Schriftsteller und Rundfunksprecher
- Vickers, Janeene (* 1968), US-amerikanische Hürdenläuferin
- Vickers, Jill (* 1942), kanadische Politikwissenschaftlerin
- Vickers, Joan, Baroness Vickers (1907–1994), britische Politikerin (National Liberal Party, Conservative Party), Mitglied des House of Commons
- Vickers, Jon (1926–2015), kanadischer Opernsänger (Heldentenor)
- Vickers, Kevin (* 1956), kanadischer Politiker, Diplomat, und Polizist
- Vickers, Martha (1925–1971), US-amerikanische Schauspielerin
- Vickers, Michael G. (* 1953), US-amerikanischer Verteidigungsexperte
- Vickers, Michael J. (* 1943), britischer Klassischer Archäologe
- Vickers, Richard (1928–2024), britischer Generalleutnant
- Vickers, Salley (* 1948), britische Schriftstellerin
- Vickers, Sara, britische Schauspielerin
- Vickers, Stan (1932–2013), britischer Leichtathlet
- Vickers, Steve (* 1951), kanadischer Eishockeyspieler
- Vickers, Steve (* 1967), englischer Fußballspieler
- Vickers, Yvette (* 1928), US-amerikanische SchauspielerinYvette Vickers (* 1928)

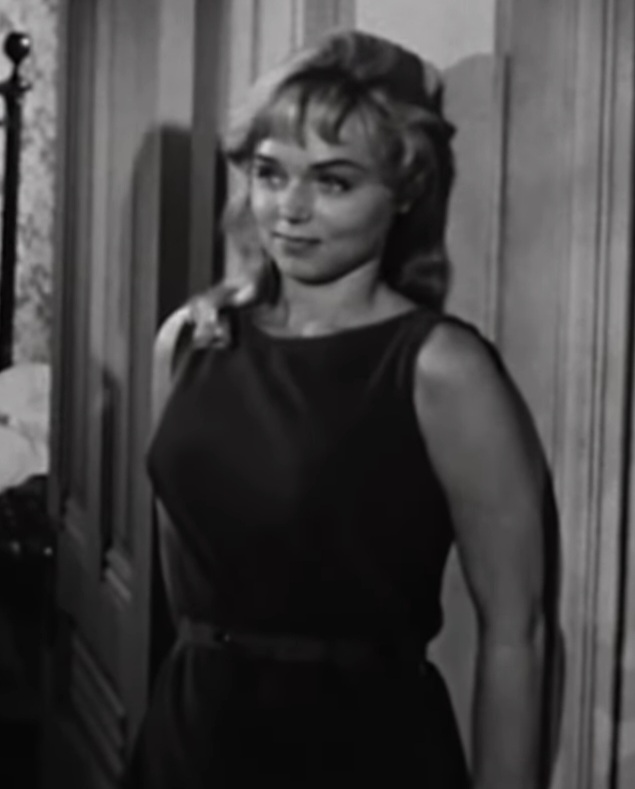
Yvette Vickers (* 1928)

- Vickers-Rich, Patricia (* 1944), australische Paläontologin
- Vickery, Amanda (* 1962), englische Historikerin, Schriftstellerin, Radio- und Fernsehmoderatorin und Professorin für frühneuzeitliche Geschichte an der Queen Mary, University of London
- Vickery, Brian Campbell (1918–2009), britischer Informations- und Klassifikations-Wissenschaftler
- Vickery, David, Filmtechniker
- Vickery, Joey (* 1967), kanadischer Basketballspieler
- Vickery, John (* 1950), US-amerikanischer Schauspieler
- Vickery, Joyce Winifred (1908–1979), australische Botanikerin
- Vickery, Phil (* 1976), englischer Rugby-Union-Spieler
- Vickery, Sachia (* 1995), US-amerikanische Tennisspielerin
- Vickiana (* 1954), dominikanische Sängerin und Entertainerin
- Vickrey, Dan (* 1966), US-amerikanischer Musiker
- Vickrey, William (1914–1996), amerikanischer Wirtschaftswissenschaftler
- Vicktor, Noah (* 2001), deutscher Snowboarder
- Vicky, österreichische Rapperin

### Vico
- Vico C (* 1971), US-amerikanischer Rapper und Reggaetonmusiker
- Vico, Antonio (1847–1929), italienischer Geistlicher und Kurienkardinal der römisch-katholischen Kirche
- Vico, Diana, italienische Opernsängerin (Alt) des Barock
- Vico, Enea (1523–1567), italienischer Kupferstecher, Numismatist und Autor
- Vico, Francesco de (1805–1848), italienischer Astronom
- Vico, Giambattista (1668–1744), italienischer Geschichts- und RechtsphilosophGiambattista Vico (1668–1744)

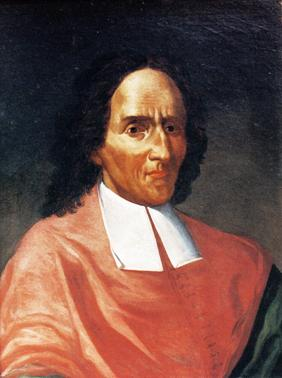
Giambattista Vico (1668–1744)

- Vico, Jovica (* 1978), bosnischer Fußballspieler
- Vico, Nemanja (* 1994), serbischer Wasserballer
- Vicogne, Ernest (1888–1975), französischer Turner
- Vicol, Maria (1935–2015), rumänische Florettfechterin
- Vicol, Rocco (* 2004), österreichischer Fußballspieler
- Vicol, Vlad, Mathematiker
- Vicotnik, norwegischer Musiker
- Vicoveanca, Sofia (* 1941), rumänische Sängerin rumänischer Popularmusik und Schauspielerin

### Vicq
- Vicq (1936–1987), belgischer Comic-Szenarist
- Vicq d’Azyr, Félix (1748–1794), französischer Arzt und vergleichender Anatom
- Vicq, François de (1646–1707), holländischer Patrizier, Verwalter und Politiker

### Vicr
- Vicrius Rufus, Gaius, römischer Suffektkonsul (145)

### Vics
- Vicsek, Annamária (* 1973), serbisch-ungarische Pädagogin und Politikerin
- Vicsek, Tamás (* 1948), ungarischer Physiker

### Vict
- Victa, Dogaressa von Venedig (–1129/1130)
- Victa, Val (* 1962), philippinischer Schauspieler
- Victoire von Frankreich (1733–1799), Prinzessin von Frankreich und Navarra
- Victoire von Sachsen-Coburg-Saalfeld (1786–1861), Mutter der britischen Königin Victoria und die Tante des Prinzgemahls AlbertVictoire von Sachsen-Coburg-Saalfeld (1786–1861)

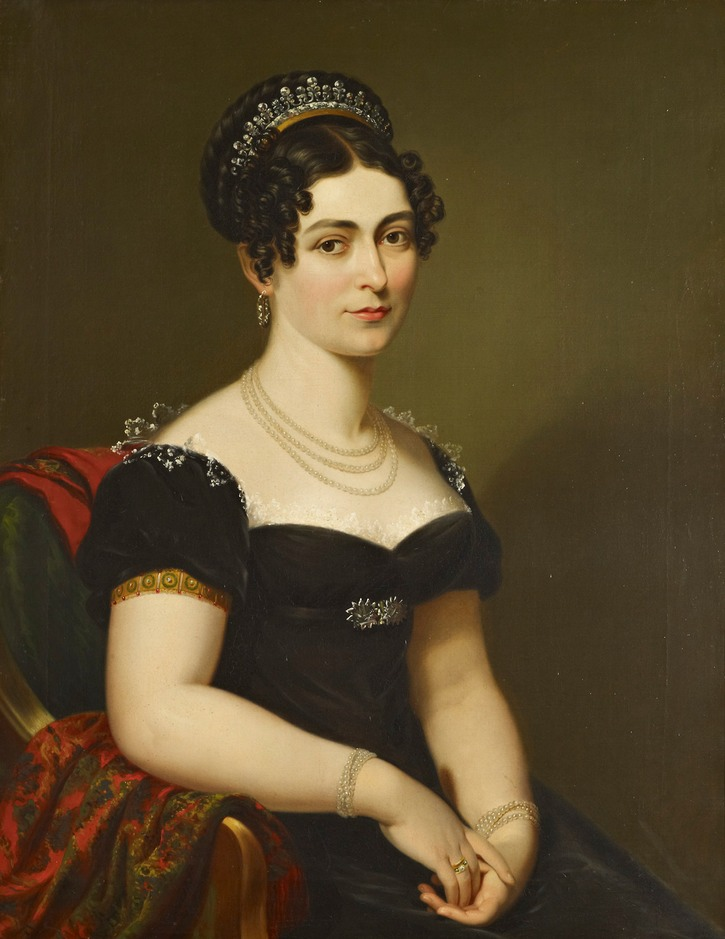
Victoire von Sachsen-Coburg-Saalfeld (1786–1861)

- Victoire, Queency (* 1987), mauritische Fußballschiedsrichterassistentin
- Victor, antiker römischer Toreut
- Victor, römischer Heermeister (magister militum)
- Víctor (* 1976), spanischer Fußballspieler und -trainer
- Victor Amadeus (1779–1834), Landgraf von Hessen-Rotenburg
- Victor Pálsson (* 1991), isländischer Fußballspieler
- Victor von Aveyron († 1828), französisches wildes KindVictor von Aveyron († 1828)

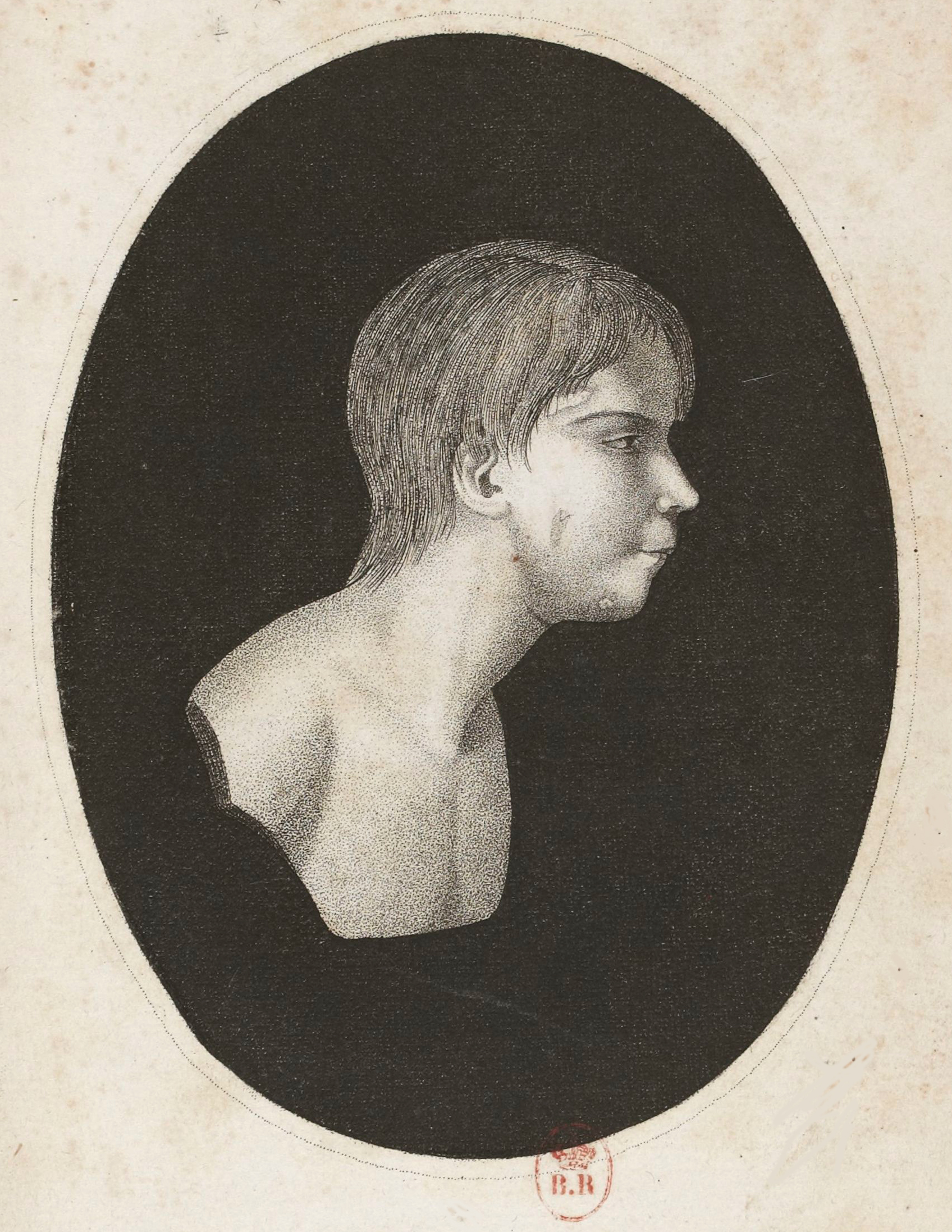
Victor von Aveyron († 1828)

- Victor von Damaskus, christlicher Märtyrer und Heiliger
- Victor von Mailand († 303), christlicher Märtyrer
- Victor von Solothurn, Märtyrer
- Victor von Tunnuna, spätantiker Bischof und Chronist
- Victor von Vita, spätantiker Kirchenhistoriker
- Victor, André de (1898–1955), französischer Autorennfahrer
- Victor, Cuthbert (* 1983), US-amerikanischer Basketballspieler von den Amerikanischen Jungferninseln
- Victor, David G. (* 1965), Politik- und Klimawissenschaftler
- Victor, Ed (1939–2017), US-amerikanischer Journalist und Literaturagent
- Victor, Eugen (* 1936), österreichischer Schauspieler, Regisseur und Sprechtrainer
- Victor, Fay (* 1965), US-amerikanische Jazzsängerin und Komponistin
- Victor, Flavius († 388), Sohn des römischen (Gegen-)Kaisers Magnus Maximus
- Victor, Francisco de Paula (1827–1905), römisch-katholischer Priester, Seliger
- Victor, Francisco de Paula (1935–2018), brasilianischer römisch-katholischer Geistlicher, Weihbischof in Brasília
- Victor, Gary (* 1958), haitianischer Schriftsteller
- Victor, Henry (1892–1945), britisch-amerikanischer Schauspieler
- Victor, Jean-Christophe (1947–2016), französischer Politikwissenschaftler und Fernsehmoderator
- Victor, Katherine (1923–2004), amerikanische Schauspielerin
- Victor, Lindon (* 1993), grenadischer Zehnkämpfer
- Victor, Lucien (1931–1995), belgischer Radrennfahrer
- Víctor, Pau (* 2001), spanischer Fußballspieler
- Victor, Paul-Émile (1907–1995), französischer Polarforscher, Ethnologe und Schriftsteller
- Victor, Shane (* 1988), südafrikanischer Leichtathlet
- Victor, Stephani (* 1969), US-amerikanisch-schweizerische Monoskibobfahrerin
- Victor, Tommy, US-amerikanischer Sänger und GitarristTommy Victor

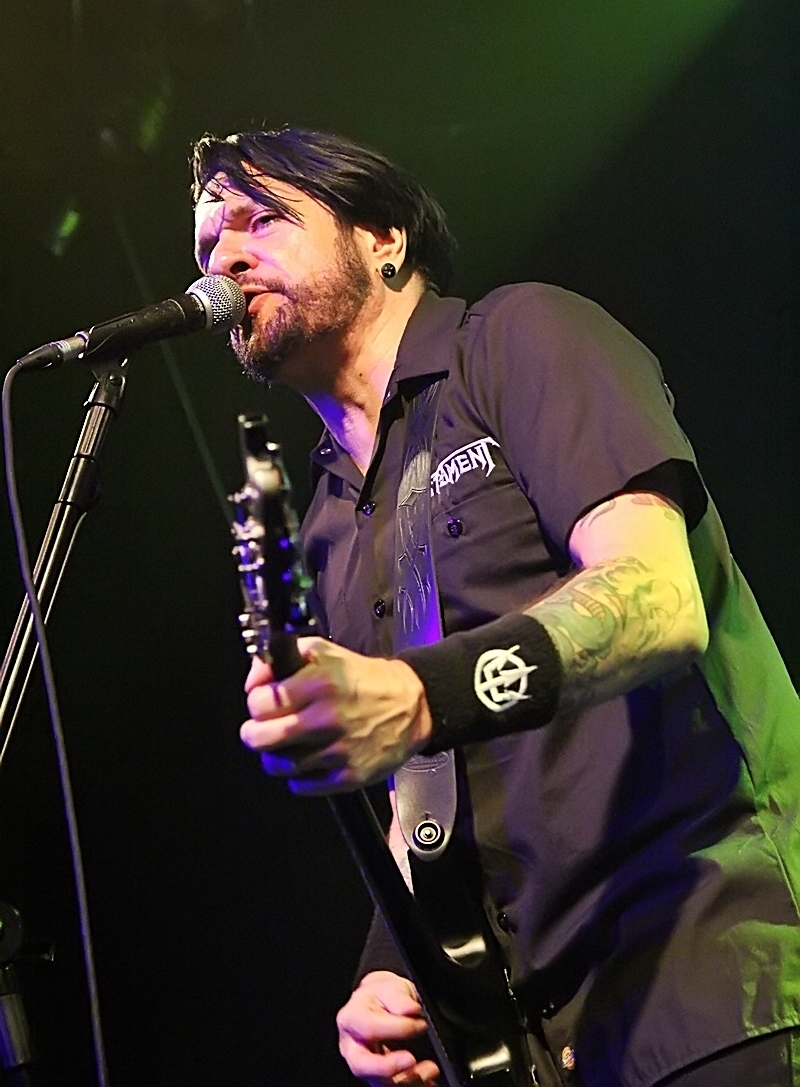
Tommy Victor

- Victor, TV (* 1960), deutscher Ambient- und Elektronik-Musiker
- Víctor, Víctor (1948–2020), dominikanischer Merenguesänger und Komponist
- Victor, Walther (1895–1971), deutscher Publizist und Schriftsteller
- Victor, Willy (1876–1956), deutscher Jurist
- Victor, Winand (1918–2014), deutscher Maler und Grafiker
- Victora, Cesar (* 1952), brasilianischer Epidemiologe
- Victoria, Kaiserin des Imperium Galliarum
- Victoria (1819–1901), Königin von Großbritannien und Irland sowie Kaiserin von IndienVictoria (1819–1901)

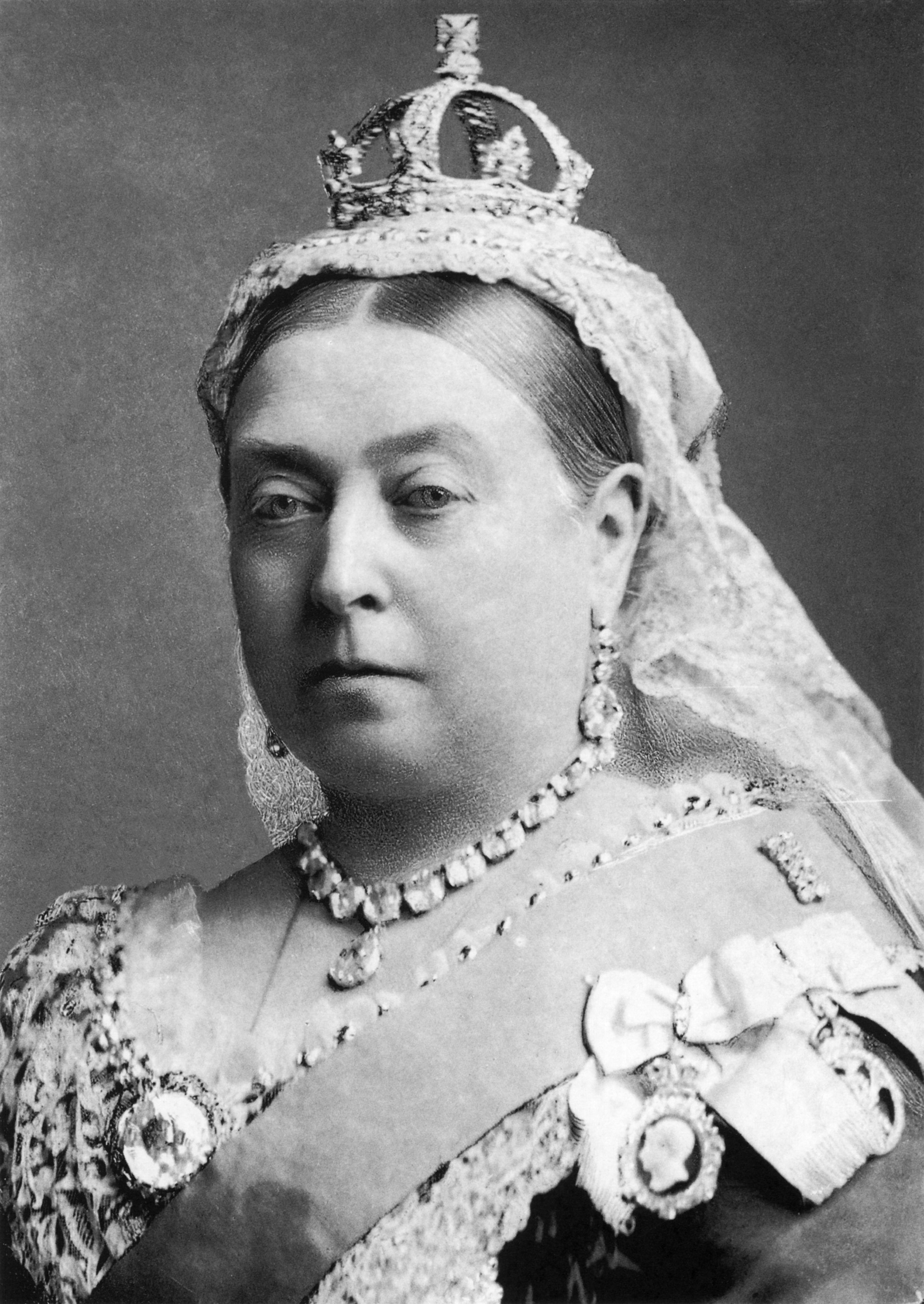
Victoria (1819–1901)

- Victoria Eugenia (1933–2024), spanische Flamenco-Tänzerin und Choreografin
- Victoria Nadine (* 1999), norwegische Sängerin
- Victoria von Córdoba, Jungfrau und Märtyrin
- Victoria von Großbritannien und Irland (1840–1901), britische Prinzessin und deutsche Kaiserin
- Victoria von Großbritannien und Irland (1868–1935), britische Prinzessin
- Victoria von Rom (230–253), frühchristliche Märtyrin
- Victoria von Schweden (* 1977), schwedische Adelige, Kronprinzessin von Schweden
- Victoria, Adia (* 1986), US-amerikanische Sängerin, Songwriterin und Schriftstellerin
- Victoria, Eladio (1864–1939), Präsident der Dominikanischen Republik
- Victoria, Gabriel (* 1973), panamaischer Fußballschiedsrichterassistent
- Victoria, Guadalupe (1786–1843), erster Präsident Mexikos
- Victoria, Gustavo (* 1967), deutscher evangelischer Theologe
- Victoria, Gustavo (* 1980), kolumbianischer Fußballspieler
- Victoria, Mae (* 1969), kanadische Schauspielerin, Stand-Up-Comedian, ehemalige Pornodarstellerin und sexpositive feministische Aktivistin
- Victoria, María (* 1923), mexikanische Schauspielerin und Sängerin
- Victoria, Raymond (* 1972), niederländischer Fußballspieler
- Victoria, Tomás Luis de († 1611), spanischer KomponistTomás Luis de Victoria († 1611)

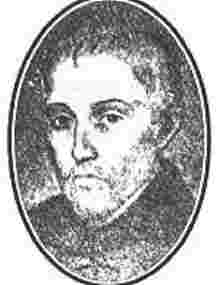
Tomás Luis de Victoria († 1611)

- Victorino Mungaray, Cesáreo (* 1979), mexikanischer Fußballspieler
- Victorino Ramírez, Cesáreo (1947–1999), mexikanischer Fußballspieler
- Victorino, Mauricio (* 1982), uruguayischer Fußballspieler
- Victorino, Waldemar (1952–2023), uruguayischer Fußballspieler
- Victorinus, römischer Mosaizist
- Victorinus († 271), Kaiser des Imperium Galliarum
- Victorinus, römischer Konsul 282
- Victorinus II. († 271), angeblicher römisch-gallischer Unterkaiser
- Victorinus von Poetovio († 304), Bischof von Poetovio und Märtyrer
- Victorinus, Gaius Marius, spätantiker Rhetor und christlicher Gelehrter
- Victorio († 1880), Anführer der Chihenne-Apachen
- Victorius, Graf von Auvergne
- Victorius von Aquitanien, Mönch, Kleriker, Kirchenschriftsteller, Astronom und Mathematiker
- Victors, Jan (1619–1679), niederländischer Maler und Zeichner
- Victory, Gerard (1921–1995), irischer Komponist
- Victricius von Rouen, Bischof von Rouen

### Vicu
- Vicuña Aránguiz, Eladio (1911–2008), chilenischer Geistlicher und römisch-katholischer Erzbischof von Puerto Montt
- Vicuña Larraín, Francisco Ramón (1775–1849), Präsident von Chile
- Vicuña, Cecilia (* 1948), chilenische Poetin, Bildhauerin, Malerin, Installations- und Performancekünstlerin
- Vicuña, José Manuel (* 1972), chilenischer Fotograf
- Vicuña, Laura (1891–1904), Selige der Salesianischen Familie

### Vicz
- Viczián, Vera (* 1972), ungarische Skilangläuferin